# Dryobotodes monochroma
Dryobotodes monochroma är en fjärilsart som beskrevs av Eugen Johann Christoph Esper 1791. Dryobotodes monochroma ingår i släktet Dryobotodes och familjen nattflyn. Inga underarter finns listade i Catalogue of Life.